# Вулиця Кармелюка (Житомир)
Вулиця Кармелюка — вулиця в Богунському районі міста Житомира.

## Характеристики
Знаходиться на Мальованці.
Бере початок з глухого кута неподалік річки Кам'янка. Прямує на північний захід; повертає на південний захід. Фактично завершується у новому житловому масиві Злата Рудня на відстані 1,8 км від свого початку. Має перехрестя з вулицями: Барашівською, Радивілівською, Героїв Пожежників, Західною, Родини Гамченків, Олени Теліги та Денишівською, провулком Евеліни Ганської. Від вулиці беруть початок: 1-й провулок Кармелюка, провулок Миколи Чечеля, 3-й Каховський провулок. Перехрестям з вулицею завершуються провулки: Покровський, Семенівський, Остапа Вишні.
Нині продовжується забудова вулиці у західному напрямі до межі Житомирської міської громади, де вулиця перетинається з провулком Шумським, Корчацьким проїздом, вулицями Терещенківською, Чумацький Шлях, Багратіонівською, Миропільською.

## Історія
Забудова вулиці почала формуватися наприкінці ХІХ століття. Тоді ж вулиця отримала назву Семенівська. За радянських часів отримала назву вулиця Кармалюка.
Між нинішніми вулицями Барашівською та Західною траса вулиці розвивалася відповідно до запроєктованої конфігурації генеральними планами міста середини ХІХ століття, якими передбачалася радіально-кільцева структура вулиць. На початку XX століття вулиця сформувалася від нинішнього початку на схилах Кам'янки до Семенівського провулка. До 1915 року прорізана до нинішньої вулиці Героїв Пожежників. Садибна забудова вулиці формувалася упродовж кінця ХІХ — середини XX століття. До кінця 1960-х років вулиця та її забудова сформувалися між вулицями Героїв Пожежників та Олени Теліги. З кінця XX століття вулиця продовжує формуватися у західному напрямку.
Рішенням Житомирської міської ради від 28.03.08 №583 уточнено правопис найменування вулиці — Кармелюка.